# Nunatak Kotrag

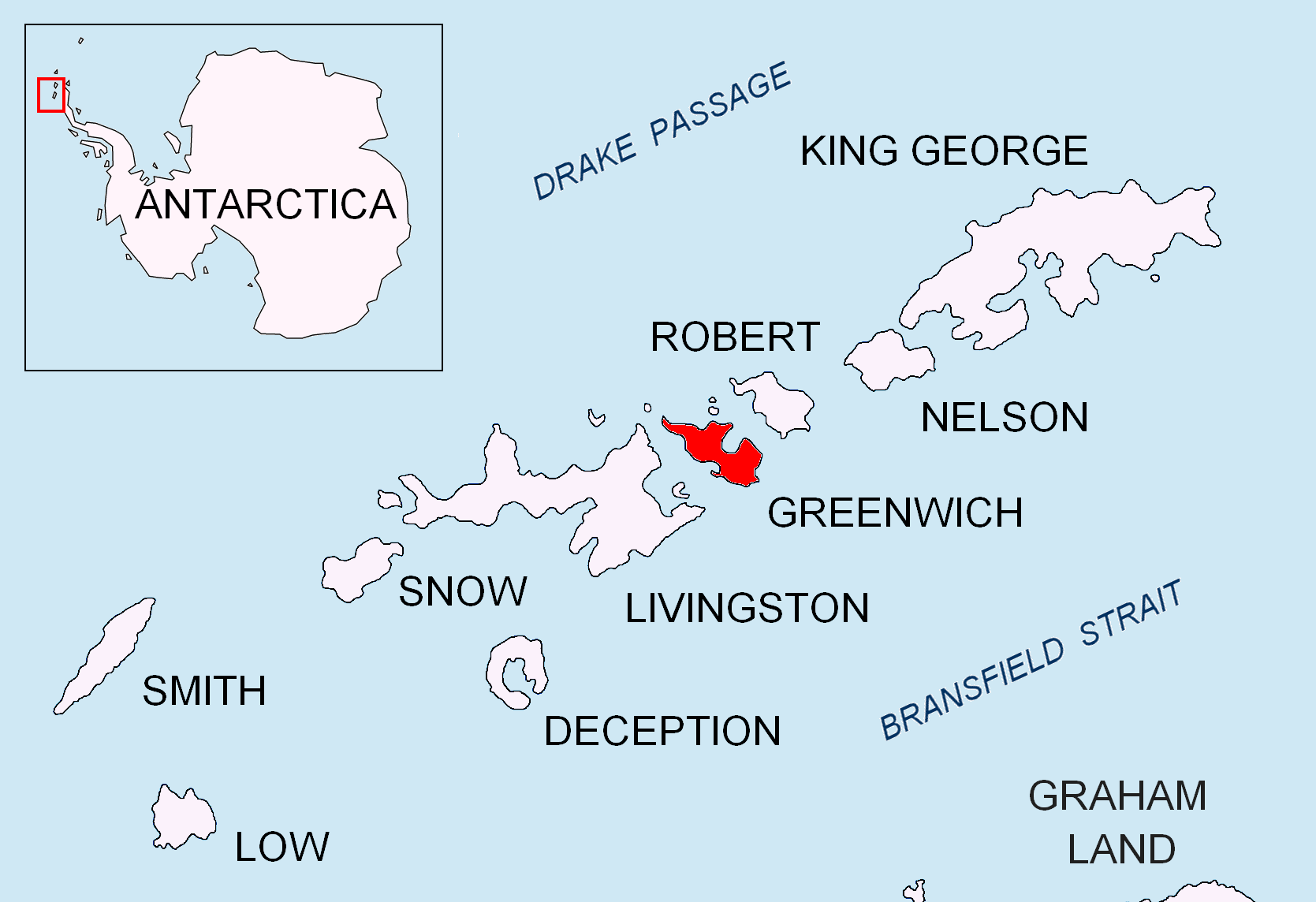
Localização da Ilha Greenwich nas Ilhas Shetland do Sul.

O Nunatak Kotrag (Nunatak Kotrag \'nu-na-tak ko-'trag\) é um pico rochoso conspícuo de elevação de 290 m se projetando da Geleira Murgash, Ilha Greenwich nas Ilhas Shetland do Sul, na Antártida. O pico recebeu o nome do Cã Kotrag, fundador do reino da Bulgária Volga no século VII d.C..

## Localização
O pico está localizado em 62° 29′ 37,3″ S, 59° 53′ 50″ O que está 540 m a sudoeste da Colina Lloyd, 1,47 km a leste do Nunatak Telerig, e a 970 m a oeste do Nunatak Altsek (levantamento topográfico búlgaro Tangra 2004/05 e mapeamento em 2009).

## Mapas
- L.L. Ivanov et al. Antártica: Ilha Livingston e Ilha Greenwich, Ilhas Shetland do Sul. Scale 1:100000 topographic map. Sofia: Antarctic Place-names Commission of Bulgaria, 2005.
- L.L. Ivanov. Antártida: Ilha Livingston e Ilhas Greenwich, Robert, Snow e Smith. Escala 1:120000, mapa topográfico. Troyan: Manfred Wörner Foundation, 2009.